# Shun’ichirō Okano
Shun’ichirō Okano (jap. 岡野俊一郎 Okano Shun’ichirō; ur. 28 sierpnia 1931 w Tokio, zm. 2 lutego 2017 tamże) – japoński piłkarz i trener piłkarski, reprezentant kraju, selekcjoner reprezentacji Japonii w latach 1970–1971.

## Kariera reprezentacyjna
Karierę reprezentacyjną rozpoczął w 1955 roku. W sumie w reprezentacji wystąpił w 2 spotkaniach.

## Statystyki
| Reprezentacja Japonii | Reprezentacja Japonii | Reprezentacja Japonii |
| Rok                   | Mecze                 | Gole                  |
| --------------------- | --------------------- | --------------------- |
| 1955                  | 2                     | 0                     |
| Razem                 | 2                     | 0                     |